# Bertine Spijkerman
Bertine Spijkerman, née le 31 mai 1982 à Sneek, est une coureuse cycliste néerlandaise. Active durant les années 2000, elle a remporté des étapes du Tour d'Italie féminin en 2002 et 2003.

## Palmarès
- 2000
  - 2e du championnat des Pays-Bas du contre-la-montre junior
  - 3e du championnat des Pays-Bas sur route junior
  -  Médaillée de bronze du championnat du monde du contre-la-montre junior
- 2001
  - 2e du championnat des Pays-Bas sur route
- 2002
  - Tour de Bochum
  - 4e étape du Tour d'Italie
- 2003
  - Prologue du Tour d'Italie
- 2004
  -  Médaillée d'argent du championnat d'Europe sur route espoirs
- 2006
  - 4e étape b du Tour de Bretagne
  - Ronde van Gelderland
  - 3e du Circuit de Borsele